# Vacanze d'estate
 Vacanze d'estate è un film del 1985 diretto da Ninì Grassia.
Il regista ha curato anche la produzione, il soggetto, la sceneggiatura e la composizione della colonna sonora di questa commedia italiana.

## Trama
L'industriale Adelmo Turati, diretto a Palinuro in vacanza, incontra "Cardinale", uno strano autostoppista, gli dà un passaggio sulla sua cabriolet, poi offre un passaggio anche a Olga Peretti, una bella ragazza che va a lavorare per l'estate come ragazza alla pari nella villa del giudice Antonelli. Qui il giovane Marco, figlio del giudice e compagno di Daniela, s'innamora di lei. 
 Per caso Turati incontra anche l'amica di lunga data Domenica, detta "Messalina", e passa con lei l'estate, ma un giorno ingoia per errore un tubetto di pillole, e in ospedale è curato dal dott. Valerio Santi, fidanzato di Olga. Al termine dell'estate e dopo varie vicende, Olga ritorna a Milano, Marco torna con Daniela e "Cardinale" vince per scommessa tutti i beni di Turati.

## Produzione
Accanto ai noti Bombolo (al suo penultimo film) ed Enzo Cannavale, il regista ingaggia al suo primo film Saverio Vallone (ne farà altri sette fra cui sei quelli erotici), insieme con Yari Porzio e Patrizia Pellegrino: tutti appaiono nel manifesto con fotografia e primi posti tra gli attori.. 
 Il film è girato tra i paesi di Palinuro (in particolare negli hotel "King's", "Saline" e "San Paolo" (la stessa località dove viene girata il film Provocazione fatale del 1990, sempre diretto da Grassia) e la famosa discoteca "Il Lanternone"), Caprioli e Pisciotta, tutti nel Cilento.

## Colonna sonora
Nella colonna sonora del film sono inserite molte hit dell'epoca, tra cui spiccano Vento caldo di Ivan Graziani e Notturno di Scialpi. La prima apre il film durante i titoli di testa e la seconda, oltre a sentirsi più volte, lo chiude.